# Jack McBean
John Lucas McBean (n. Newport Beach, California, Estados Unidos, el 15 de diciembre de 1994), más conocido como Jack McBean, es un futbolista estadounidense de ascendencia escocesa que juega como delantero.

## Trayectoria

### Los Angeles Galaxy
McBean se unió a la academia sub-16 del LA Galaxy en 2010 y rápidamente dejó su marca en el equipo, anotando un récord de 9 goles en 10 partidos durante la temporada. En abril de 2011, a sus 16 años, fue fichado por el primer equipo, convirtiéndose así en el jugador más joven en firmar con el Galaxy.
Hizo su debut profesional y con el Galaxy el 24 de octubre de 2011 en un partido contra el Houston Dynamo por la temporada regular de la MLS. En ese partido también anotó su primer gol en el minuto 88 para dejar el marcador final 1-3 a favor a de Houston. Después de su debut, recién volvió a ver acción con el primer equipo en la temporada 2012, cuando jugó los 90 minutos del partido por la Liga de Campeones de la Concacaf del Galaxy ante los Puerto Rico Islanders, partido en el cual McBean anotó un gol y asistió en otro para darle la victoria a su equipo 4-0.

## Clubes
| Club               | País           | Año         |
| ------------------ | -------------- | ----------- |
| Los Ángeles Galaxy | Estados Unidos | 2011 - 2017 |
| Colorado Rapids    | Estados Unidos | 2018        |

## Selección nacional

### Categorías inferiores
McBean ha representado a los Estados Unidos a nivel sub-17. Representó al conjunto norteamericano que alcanzó los octavos de final en la Copa Mundial de Fútbol Sub-17 de 2011 y el equipo que salió campeón del torneo Sub-17 de la Concacaf ese mismo año. En diciembre de 2012 fue convocado por primera vez a la selección sub-20 de los Estados Unidos, con miras a las preparaciones para el Campeonato Sub-20 de la Concacaf de 2013.
En abril de 2014, McBean fue convocado por Tab Ramos a la recientemente creada selección sub-21 de los Estados Unidos a un campamento de entrenamiento en California que servirá para comenzar a sentar las bases del equipo sub-23 que competirá en las eliminatorias a los Juegos Olímpicos de Río de Janeiro de 2016.

### Categorías mayores
Al ser hijo de padre escocés y madre estadounidense, McBean tiene la oportunidad de representar a ambas selecciones a nivel mayor. En junio de 2011 se dio a conocer que el entrenador de la selección mayor de Escocia, Craig Levein, se había puesto en contacto con los padres del jugador para dialogar con ellos sobre la posibilidad de que McBean represente a Escocia. No obstante, para principios de 2014, el joven delantero aún no había sido llamado a ninguna de las dos selecciones ni había tomado una decisión sobre su futuro internacional.

### Participaciones en Copas del Mundo
| Mundial                               |        | Resultado        |
| ------------------------------------- | ------ | ---------------- |
| Copa Mundial de Fútbol Sub-17 de 2011 | México | Octavos de final |

## Palmarés

### Campeonatos nacionales
| Título                 | Club               | País           | Año  |
| ---------------------- | ------------------ | -------------- | ---- |
| Copa MLS               | Los Ángeles Galaxy | Estados Unidos | 2011 |
| MLS Supporters' Shield | Los Ángeles Galaxy | Estados Unidos | 2011 |
| Copa MLS               | Los Ángeles Galaxy | Estados Unidos | 2012 |
| Copa MLS               | Los Ángeles Galaxy | Estados Unidos | 2014 |

### Torneos internacionales
| Título                           | País           | Año  |
| -------------------------------- | -------------- | ---- |
| Campeonato sub-17 de la Concacaf | Estados Unidos | 2011 |

## Estadísticas
Actualizado el 21 de abril de 2014.
| Los Ángeles Galaxy Estados Unidos                                             | 1ª            | 2011          | 1  | 1 | 0 | 0 | 0 | 0 | 1  | 1 |
| Los Ángeles Galaxy Estados Unidos                                             | 1ª            | 2012          | 1  | 0 | 0 | 0 | 2 | 3 | 3  | 3 |
| Los Ángeles Galaxy Estados Unidos                                             | 1ª            | 2013          | 15 | 1 | 0 | 0 | 3 | 1 | 18 | 4 |
| Los Ángeles Galaxy Estados Unidos                                             | 1ª            | 2014          | 0  | 0 | 0 | 0 | 3 | 1 | 3  | 1 |
| Los Ángeles Galaxy Estados Unidos                                             | Total club    | Total club    | 17 | 2 | 0 | 0 | 8 | 6 | 25 | 8 |
| Total carrera                                                                 | Total carrera | Total carrera | 17 | 2 | 0 | 0 | 8 | 6 | 25 | 8 |
| (1)Incluye datos de la Concacaf Liga de Campeones (2011/12, 2012/13, 2013/14) |               |               |    |   |   |   |   |   |    |   |